# Lijst van afleveringen van Sinbad de Zeeman
Dit is een lijst met afleveringen van de Japanse animatieserie Sinbad de zeeman.

## Afleveringen
1. Avontuur in het paleis
2. Het drijvende eiland
3. Het verboden eiland
4. De flessengeest
5. De eindeloze golven
6. Het Ivooreiland
7. De zwarte parel
8. De zeemeermin
9. Het vliegende paard
10. De diamantengrot
11. De geest in de lamp
12. Het gestolen kasteel
13. Alibaba
14. Het Kokosnoteneiland
15. Een treurig verhaal
16. Ren voor de reus
17. De ijsberg
18. De 40 rovers
19. De 40 kruiken
20. Het vliegende tapijt
21. Het Dwergeneiland
22. Burulu en Buluru
23. De watergeest
24. De treurige koning
25. Het Amazone eiland
26. Het gieren eiland
27. De kleine mammoet
28. De geheimzinnige piramide
29. Het onzichtbare land
30. De grote blauwe draak
31. De burcht van de gieren
32. De reuzevogel
33. Het meisje van de sterren
34. De goudvis
35. De gestolen kroon
36. De vredesboodschap
37. Het stenen paard
38. De angstige koning
39. De heksentoren
40. Een verwisselde Sheila
41. De Milutschi broers
42. De moddergeest